# ポンティアック・グランダム
グランダム（Grand Am ）は、アメリカ合衆国の自動車メーカー・ゼネラルモーターズがポンティアックブランドで製造・販売していた乗用車である。1973年から1975年（Aプラットフォーム）、および1978年から1980年 (Gプラットフォーム) までは「ミッドサイズ」として、1985年から2005年までは「コンパクト」（Nプラットフォーム）クラスに属していた。
日本では、ヤナセ、およびスズキによって4代目（1992年-1998年）が左ハンドルのまま正規輸入された。主に輸入されたのは、排気量2.3リットルの直列4気筒エンジン搭載モデルで、独特の尖ったフロントマスクが特徴的だった。

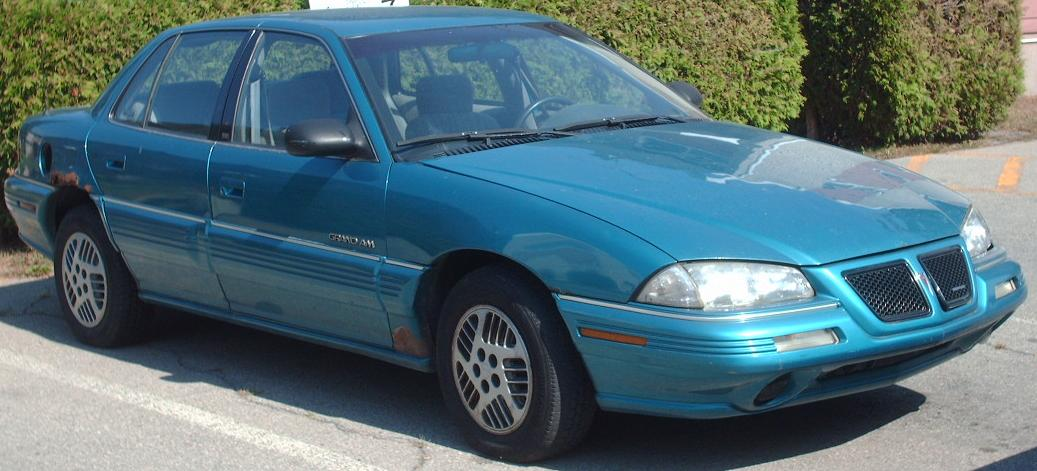
4ドアセダン（4代目）：1993-1995年モデル

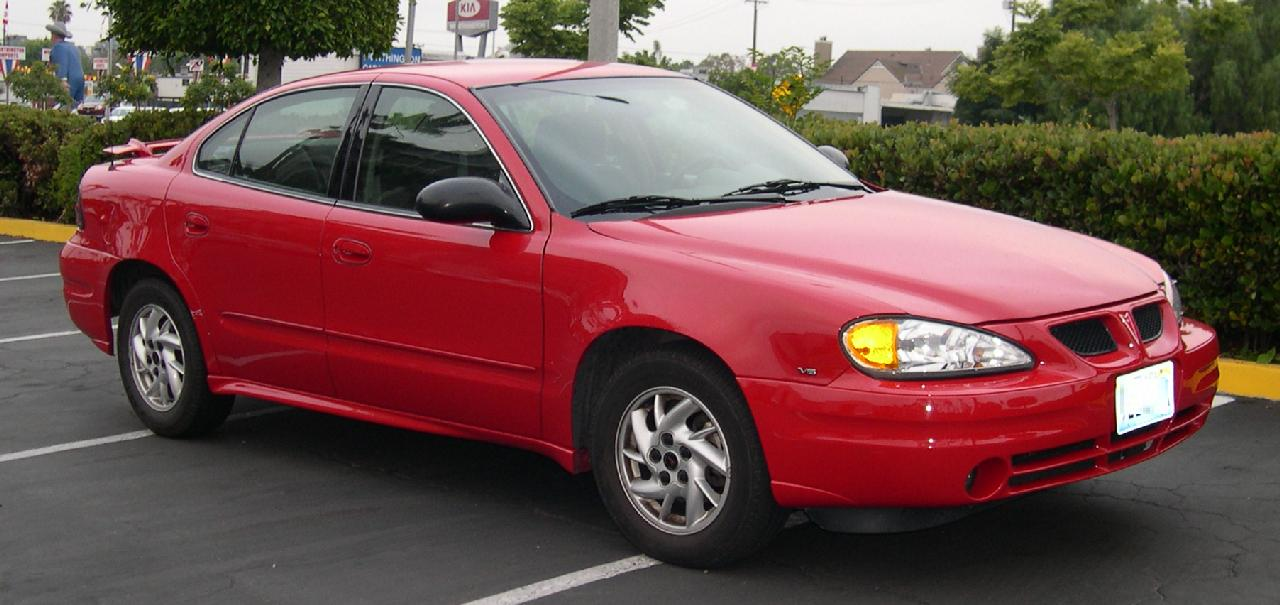
4ドアセダン（5代目）：2005年モデル